# Cautires apterus
Cautires apterus es una especie de escarabajo perteneciente a la familia Lycidae. La especie fue descrita por primera vez en 2014 por Ladislav Bocák de la Universidad Palacký con distribución en la ecozona afrotropical. El holotipo de la especie fue descrito en la hojarasca forestal del bosque Kamwala parte de las montañas Pare del Norte, Tanzania. Esta especie es morfológicamente muy distinta: además de no tener alas, los machos de C. apterus tienen un cuerpo notablemente pequeño, élitros acortados y costillas pronotales.

## Distribución
C. apterus es una especie neoténica que representa un cambio reciente en el desarrollo neoténico al evolucionar repetidamente en los linajes de elateroides, incluyendo los escarabajos de alas reticuladas, cuyos linajes parecen ser capaces de sobrevivir durante mucho tiempo en hábitats estables como las selvas afrotropicales. como es el caso de los machos neoténicos, C. apterus tiene un cráneo sustancialmente modificado: la cabeza es hipognata, el cráneo es prolongado, los ojos son muy pequeños y las antenas están desplazadas hacia la parte anterior del pronoto.
Es la única especie de la tribu Metriorrhynchini que está presente en Madagascar. Se hipotetizó que el origen del género Cautires en Madagascar se encontraba en la India, pasando cerca de Madagascar hace unos 62 millones de años.